# St. Lawrence (Terranova y Labrador)
St. Lawrence es un pueblo canadiense situado en la provincia de Terranova y Labrador.

## Superficie
St. Lawrence tiene una superficie de 34,86 km².

## Demografía
En 2021, tenía 1115 habitantes, una densidad poblacional de 32 hab./km², y 598 viviendas.